# Uncle Acid & the Deadbeats
Uncle Acid & the Deadbeats (ou também Uncle Acid and the deadbeats ou simplesmente Uncle Acid) é uma banda de rock britânico formada em Cambridge, Inglaterra, por Kevin Starrs. A banda lançou cinco álbuns de estúdio, o mais recente, Wasteland foi lançado em outubro de 2018, assim como vários singles musicais. A banda aparece regularmente em festivais por toda Europa

## História
A música da banda é fortemente influenciada pelo final dos anos 60, quando o heavy metal estava surgindo. Allmusic elogiou a capacidade da banda de recriar um aspecto particular desta época, descrevendo a banda como "celebrando o Outono arrepiante do Verão do Amor: uma paisagem devastada, um poder subsequente à flor, semelhante aos campos assassinos de Altamont , cheirando aos assassinatos da Família Manson, e, é claro, soa como uma mistura de todas as forças musicais apocalípticas que convergiram naquela época". A banda foi descrita como "a banda original de Alice Cooper tocando em uma cela com o Black Sabbath e os Stooges". Para replicar o som da época, a banda usa instrumentos antigos e equipamentos de gravação.
O nome da banda foi tirado de Rusty Day, o cantor de Cactus, que mais tarde teve uma banda chamada Uncle Acid e The Permanent Damage Band. O Uncle Acid era originalmente o líder anônimo, embora ele tenha mudado seu nome artístico para KR Starrs e agora eles vêem os membros da banda coletivamente como "Uncle Acid".
Blood Lust foi o álbum mais importante da banda, com o The Quietus descrevendo-o como "uma coleção gloriosa e idiossincrática que rapidamente ganhou status de culto irracional entre a fraternidade mundial da desgraça" e a revista Decibel se referiu a ele como "Uma delícia maravilhosa e perversa." Allmusic descreveu Blood Lust como "uma mistura da fria comediante de rock psicodélico, a ascensão niilista de garage e punk rock, e as primeiras manifestações do bastão de heavy metal e danos a os nervos". O álbum ganhou aclamação substancial, então K.R. Starrs comentou: "Surpreendeu a todos que o álbum foi como fez".
Com o lançamento do terceiro álbum da banda, Mind Control, mais influências pop dos anos 70 se juntaram à música. Considerado um álbum conceitual, K.R. Starr explicou que Mind Controlé uma "história fictícia ... sobre um líder de culto que desce a montanha e lava seu cérebro do cérebro através de drogas, amor, violência e intimidação". De acordo com a Metacritic, o álbum recebeu "aclamação universal" com uma pontuação de 81 com base em 7 comentários. Justin Norton, que escreveu para Decibel, deu ao álbum uma nota de 8 de 10 e descreveu o álbum como "uma união perfeita dos riffs de Sabbath, Fuzz e Herschell Gordon Lewis".

## Discografia

### Álbuns de estúdio
- Volume 1 (2010)
- Blood Lust (2011)
- Mind Control (2013)
- The Night Creeper (2015)
- Wasteland (2018)

### Singles
- "White Nights of Murder/I'll Cut You Down" – split con Danava (2011)
- "Poison Apple" (2013)
- "Mind Crawler" (2013)
- "Sharon Tate Experience – Christmas Killer" (2013)
- "Down to the Fire" – Track 2 on Something in the Water – A Rise Above Compilation (2013)[3][12]
- "Runaway Girls" (2014)
- "Waiting for Blood" (2015)
- "Melody Lane" (2015)
- "Pusher Man" / "Remember Tomorrow" (Iron Maiden cover) (2016)
- "Crystal Spiders" (2017)
- "Dead Eyes of London" (2017)
- "Stranger Tonight" (2018)
- "Shockwave City" (2018)